# Moritz Eder
Moritz Eder (* 21. März 2003) ist ein österreichischer Fußballspieler.

## Karriere
Eder begann seine Karriere beim SK Lenzing. Zur Saison 2014/15 wechselte er zum FC Pinzgau Saalfelden. Zur Saison 2017/18 kam er in die Jugend des SV Grödig. Zur Saison 2018/19 wechselte er in die AKA Linz, in der er fortan sämtliche Altersstufen durchlief. Zur Saison 2021/22 wechselte Eder leihweise zum Zweitligisten FC Blau-Weiß Linz.
Sein Debüt in der 2. Liga gab er im November 2021, als er am 15. Spieltag jener Saison gegen die Kapfenberger SV in der 82. Minute für Simon Pirkl eingewechselt wurde. Während der Leihe kam er zu drei Zweitligaeinsätzen für Blau-Weiß. Zur Saison 2022/23 wechselte er dann fest zurück zum Salzburger Regionalligisten Pinzgau Saalfelden, bei dem er bereits zwischen 2014 und 2017 gespielt hatte. Für Saalfelden kam er in zwei Spielzeiten zu 50 Einsätzen in der Regionalliga.
Zur Saison 2024/25 wechselte er zum Bundesligisten Grazer AK, bei dem er einen bis 2026 laufenden Vertrag erhielt. Beim GAK kam er bis zur Winterpause aber ausschließlich für die fünftklassigen Amateure zum Zug. Im Jänner 2025 wurde er daraufhin auf Kooperationsbasis an den Regionalligisten SV Austria Salzburg verliehen. Für Austria Salzburg absolvierte er 14 Regionalligapartien, mit dem Team stieg er zu Saisonende in die 2. Liga auf. Im Juni 2025 wechselte er anschließend fest nach Salzburg.